# San Francisco del Oro
San Francisco del Oro é um município do estado de Chihuahua, no México.